# Port lotniczy Kristiansund
Port lotniczy Kristiansund (IATA: KSU, ICAO: ENKB) – niewielkie międzynarodowe lotnisko usytuowane w pobliżu góry Kvernberget, 5 kilometrów od centrum miasta Kristiansund, w norweskim regionie Møre og Romsdal.
W 2009 roku lotnisko obsłużyło 362 101 pasażerów.
Na terenie lotniska znajduje się również heliport, z którego korzysta personel okolicznych platform wiertniczych.

## Historia
Kvernberget zostało otwarte w 1970 roku w celu zapewnienia transportu lotniczego dla północnej części regionu Møre og Romsdal, jednak dwa lata później, w 1972 roku, miasto Molde (stolica regionu) otworzyło swój własny port lotniczy. Początkowo Kristiansund był obsługiwany przez linie Braathens S.A.F.E, które miały monopol na regionalne loty w regionie.

## Kierunki lotów i linie lotnicze

### Linie pasażerskie
| Linia lotnicza               | Kierunek                                |
| ---------------------------- | --------------------------------------- |
| Braathens Regional Airlines  | Sezonowe czartery: 1. Antalya 2. Chania |
| Scandinavian Airlines System | 1. Oslo-Gardermoen                      |
| Widerøe                      | 1. Bergen                               |

### Linie transportowe (cargo)
- Lufttransport (Oslo)

### Heliport
- CHC Helikopter Service (Heidrun, Draugen, Åsgard A, Åsgard B, West Alpha, Scarabeo, Deep Sea Bergen, Njord, Stril Poseidon)
- Helitrans (Trondheim)
- Norsk Helikopter (Draugen)